# Alte Schlossmühle Modau
Die Alte Schlossmühle (auch:  „Schlossmühle“) in  Nieder-Modau im südhessischen Landkreis Darmstadt-Dieburg liegt in unmittelbarer Nähe der Neuen Schlossmühle aufwärts der Modau. Die Mühlen lagen vor der Eingemeindung von Modau am 1. Januar 1977 zu Ober-Ramstadt in zwei unabhängigen Gemeinden und sind auch heute noch voneinander unabhängig (bis auf den Bachlauf der Modau). Das Mühlenanwesen ist seit 1986 ein hessisches Kulturdenkmal.

## Geschichte
1486 wurden erstmals zwei Mühlen genannt: „[…] zwo Mhulen zu Nidder-Modaw, welche uff unser Eyenthumb erbaut sind […].“ Hans Thielmann und Hans Sehberg waren die Pächter. 1549 wurden im Lagerbuch des Hans Eberhardt von Wallbrunn dessen Besitzungen benannt, u. a.: „vier Schilling vom Gertigen, neben der Muhl über die Bach gelegen, bei der alten Burg.“ 1617 ist Kaspar Hoffmann Bäcker und Müller auf der Mühle. 1629 heißt es in einer Beschreibung des Amtes Lichtenberg: „Zu Niedermodau eine Mahlmühle mit zwei Gängen, gehört dem Bereiter Matthes Lang zu Darmstadt, zinst an Hessen.“ Im Verlauf des Dreißigjährigen Krieges wird die Schlossmühle zerstört.
1684 wird dann Heinrich Bernhard genannt, der sie offenbar als Mahl- und Schneidemühle wieder aufgebaut hat. Die zweite Mühle war zu dieser Zeit bereits untergegangen. Ab 1787 wird die Schlossmühle „Bernhards Mühle“ genannt. 1788 Johann Georg Frankenberger, 1790 Nikolaus Frankenberger. 1809 wird die Mühle durch Konsistorialrat Krämer aus Reinheim versteigert.
1825 ist Wilhelm Klinger (* 1759, † 1827) der Besitzer der Mühle. Dadurch resultiert die Namensänderung in „Klingersche Mühle“. 1828 brannte die Mühle ab und war im darauffolgenden Jahr wieder aufgebaut.

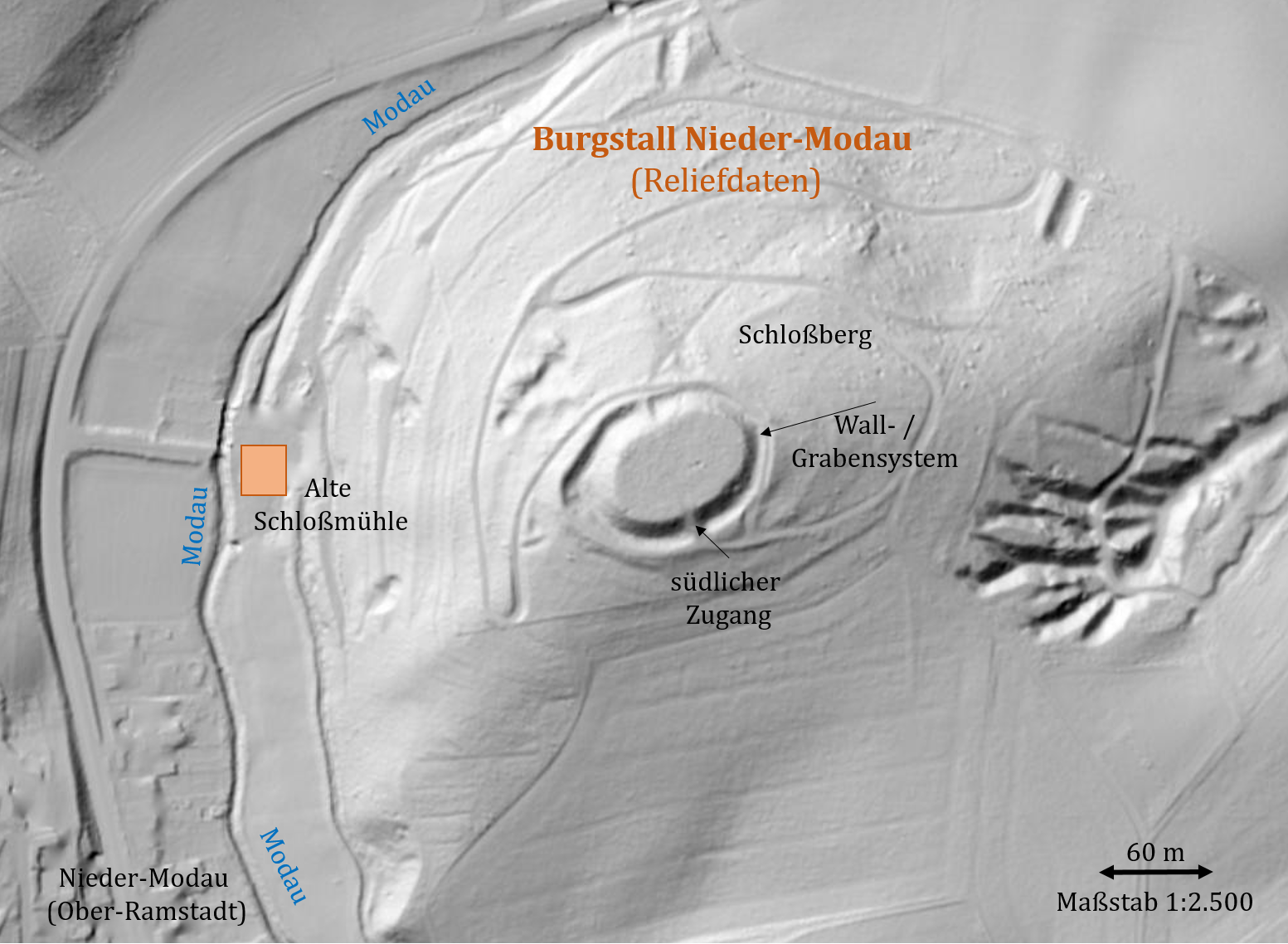
Lidardaten zur Burg Nieder-Modau; die Mühle wurde wohl zur Versorgung der Burg westlich davon in einem Bogen der Modau am Hang des Schlossberges errichtet.

1835 beschreibt Georg Wilhelm Justin Wagner in seiner Veröffentlichung Der Schloßberg bei Niedermodau auch die Sage vom Eingang eines unterirdischen Ganges von der Burg Nieder-Modau in Richtung der Alten Schlossmühle. Daher wird auch das Alter der Entstehung der Mühle ähnlich das der Burg ins 12. Jahrhundert gelegt.
1841 kam es zum gerichtlichen Streit zwischen Johannes Klinger (Alte Schloßmühle) und Heinrich Matthes (Neue Schloßmühle), letzterer beantragte die Einrichtung eines Mühlenwehrs. Verhandelt wird die Auseinandersetzung vor dem Appellationsgericht in Darmstadt. Bedingt durch diese Streitigkeit wurde 1870 ein Eichpfahl zwischen der Alten und der Neuen Schlossmühle angebracht. Der Prozess zog sich allerdings noch bis ins Jahr 1875.
Im Jahre 1850 wird in der Alten Schlossmühle eine Dampfmaschine für den Antrieb der Mühle genutzt. Johannes Klinger bringt über dem Bogen des Tores sein Familienwappen an. 1869 werden im Hessischen Wohnplatzverzeichnis 15 Bewohner in der Mühle gezählt.
1872 ändert sich der Name der Alten Schlossmühle durch die Eheschließung der Christiane Klinger (* 1854, † 1901) mit dem Mühlenbesitzer Friedrich Wilhelm Bauer (* 1845, † 1916), von der Schmalmühle in Fränkisch-Crumbach, in „Bauersmühle“. In der Nacht zum 4. August 1881 zerstörte ein Brand einen großen Teil der Mühle. Ein weiterer Brand geschah am 3. Sept. 1907..
1986 wurde die Mühle von der Familie Bauer stillgelegt und 1993 verkauft.
1997 wechselte die Alte Schlossmühle erneut an den Besitzer eines Parkettverlegebetriebes. Das Mühlenanwesen steht heute unter Denkmalschutz.